# 191st Street (métro de New York)
191st Street, est une station, établie en souterrain, de la ligne d'infrastructure IRT Broadway-Seventh Avenue du métro de New York. Elle est située, à l'intersection West 191st Street & Saint Nicholas Avenue, sur le quartier Washington Heights, dans l'arrondissement de Manhattan, de la ville de New York aux États-Unis.
C'est une station historique ouverte, par l,Interborough Rapid Transit Company (IRT), en 1911. Exploitée par la New York City Transit Authority, elle est desservie, jours et nuits, par les rames du service 1 (rouge) du métro.

## Situation sur le réseau

Plan du métro de New York (2009)

### Infrastructure
Établie en souterrain, 191st Street, est une station de la ligne d'infrastructure du métro IRT Broadway-Seventh Avenue. Elle est située entre la station Dyckman Street, en direction du terminus nord, et la station 181st Street, en direction du terminus sud.

### Service desserte
La station 191st Street est une station d'arrêt, jour et nuit, du service de desserte 1 du métro de New York : elle est située entre la station Dyckman Street, en direction du terminus nord Van Cortlandt Park – 242nd Street, et la station 181st Street, en direction du terminus sud South Ferry – Whitehall Street.

## Histoire
La station 191st Street est ouverte le 14 janvier 1911, sur une section déjà en service.